# Ottó Szigeti
Ottó Szigeti, né le 22 décembre 1911 à Csobánka et mort le 5 avril 1976 à Budapest, est un joueur de tennis hongrois.

## Biographie
Fils du concierge du stade de l'île Margit-sziget, Ottó Szigeti a travaillé dans sa jeunesse comme infirmier puis est devenu professeur de tennis sous le pseudonyme d'Otto Schmidt. Il redevient amateur en 1934 puis se lance sur le circuit international l'année suivante. En 1936, la fédération Hongroise fait une demande auprès de la Fédération internationale de tennis lors de son assemblée annuelle afin qu'il puisse disputer les championnats officiels.
Il a été quatre fois champion de Hongrie en simple (1935, 1936, 1938 et 1947) et sept fois en double et en mixte. Il fut ensuite concurrencé sur le plan national par József Asbóth. S'il a pris part avec l'équipe de Hongrie à de nombreuses rencontres internationales, il n'a jamais pu disputer la Coupe Davis en raison de son passé de joueur professionnel.
Sa principale victoire a eu lieu à Hambourg en 1938, trois ans après avoir perdu en finale face au champion Gottfried von Cramm. Cette année-là, il bat les Autrichiens Georg von Metaxa et Adam Baworowski pour s'impose en finale contre Bernard Destremau.
Il s'est également distingué lors des Internationaux de France en 1939 lorsqu'il écarte successivement Paul Féret puis Christian Boussus en cinq manches avant de se qualifier pour les demi-finales où il est sèchement battu par Bobby Riggs (6-3, 6-0, 6-4). En double avec Asbóth, il manque huit balles de match contre la paire Yougoslave Franjo Punčec/Dragutin Mitić (2-6, 6-4, 6-1, 7-9, 7-5). Deux semaines plus tard, il est huitième de finaliste à Wimbledon.
Il a été fait prisonnier pendant la seconde Guerre mondiale. Il a pu reprendre sa carrière avant d'y mettre un terme en 1948. Il a par la suite travaillé comme entraîneur fédéral. Il est mort en 1976 d'une crise cardiaque.

## Palmarès

### Titres en simple
- 1937 : Internationaux d'Autriche, bat Hans Redl (8-6, 5-7, 6-0, 6-2)
- 1938 : Internationaux d'Allemagne, bat Bernard Destremau (8-6, 6-8, 6-3, 6-3)

## Parcours dans les tournois duGrand Chelem

### En simple
| Année | Open d'Australie | Open d'Australie | Internationaux de France | Internationaux de France | Wimbledon       | Wimbledon      | US Open | US Open |
| ----- | ---------------- | ---------------- | ------------------------ | ------------------------ | --------------- | -------------- | ------- | ------- |
| 1938  | —                | —                | 2e tour (1/32)           | Christian Boussus        | 1er tour (1/64) | Bobby Meredith | —       | —       |
| 1939  | —                | —                | 1/2 finale               | Bobby Riggs              | 1/8 de finale   | G. Mohammed    | —       | —       |

N.B. : à droite du résultat se trouve le nom de l'ultime adversaire.